# Phelekezela Mphoko
Phelekezela Mphoko (Gwizane, Rhodesia del Sur, 11 de junio de 1940-Bulawayo, 6 de diciembre de 2024) fue un político, diplomático, empresario y comandante militar zimbabuense, que se desempeñó como segundo vicepresidente de Zimbabue entre 2014 y 2017.

## Reseña biográfica
Nació en junio de 1940 en la entonces colonia británica de Rodesia del Sur. En la década de 1960, Mphoko se formó en la Unión Soviética como estratega militar antes de regresar a Rodesia para luchar al lado de los insurrectos en las guerra civil de Rodesia. En 1972, fue comandante de Operaciones Wankie.
Mphoko se desempeñó como embajador de Zimbabue en Botsuana, Rusia y Sudáfrica. El 10 de diciembre de 2014, el presidente Mugabe nombró a Mphoko como Vicepresidente, junto con Emmerson Mnangagwa. Mugabe también asignó a Mphoko la cartera ministerial de Sanación Nacional, Paz y Reconciliación. Prestó juramento como vicepresidente el 12 de diciembre de 2014.
El 21 de noviembre de 2017, el presidente Robert Mugabe dimitió debido al golpe de Estado de 2017 y el inicio de un proceso de juicio político contra el presidente del Parlamento de Zimbabue. Debido a que Mphoko era el segundo (y único en funciones) vicepresidente en el momento de la dimisión de Mugabe, por lo menos nominalmente, Mphoko fue Presidente Interino de Zimbabue durante tres días hasta la adhesión de Mnangagwa a la presidencia. Sin embargo, como Mphoko no estaba en el país en ese momento, y debido a las circunstancias inusuales, cualquier posición oficial al respecto no está clara.

## Muerte
Mphoko falleció en Bulawayo, Zimbabue, el 6 de diciembre de 2024, a la edad de 84 años. En el momento de su muerte, era el exvicepresidente más longevo del país.